# Mirówek
Mirówek [miˈruvɛk] est un village polonais de la gmina de Mirów, du powiat de Szydłowiec et dans la voïvodie de Mazovie dans le centre-est de la Pologne.
Il se situe à environ 4 kilomètres au nord de Mirów, à 13 kilomètres à l'est de Szydłowiec et à 110 kilomètres au sud de Varsovie.